# Милиариум Ауреум
Милиариум Ауреум (в превод: Златен милиариум) е позлатен бронзов монумент във формата на колона, издигната от император Октавиан Август близо до Храма на Сатурн на централния Римски форум в Древен Рим през 20 пр.н.е.
Това е символичната точка, от която излизат всички пътища в Италия и цялата империя. Всички разстояния в Римската империя се измерват от тази точка. На него са били изписани всички големи градове в империята и разстоянията до тях.
Според Schaaf древната фраза „Всички пътища водят към Рим“ е свързана с Милиариум Ауреум като специфична точка, към която може да се каже, че всички пътища водят. До наши дни са оцелели само останки от фундамента на колоната.